# Nyíresfalva
Nyíresfalva (horvátul: Brezje) falu Horvátországban, Muraköz megyében. Közigazgatásilag Víziszentgyörgy község része.

## Fekvése
Csáktornyától 6 km-re északnyugatra a Muraközi-dombság területén fekszik.

## Története
A csáktornyai uradalom részeként területe 1546-ban I. Ferdinánd király adományából a Zrínyieké lett. A falu Zrínyi Péter 1670-ben kelt oklevelében szerepel először. 
Miután Zrínyi Pétert 1671-ben felségárulás vádjával halálra ítélték és kivégezték minden birtokát elkobozták, így a birtok a kincstáré lett. A 17. századtól több kisnemesi családnak is volt itt birtoka, ilyenek a Cinderi, a Horváth és a Trajber családok. III. Károly a Muraközzel együtt 1719-ben szolgálatai jutalmául elajándékozta Althan Mihály János cseh nemesnek. 1791-ben gróf Festetics György vásárolta meg és ezután 132 évig a tolnai Festeticsek birtoka volt.
1910-ben 177, túlnyomórészt horvát lakosa volt.
1920 előtt Zala vármegye Csáktornyai járásához tartozott. 1941 és 1944 között ismét Magyarországhoz tartozott. 2001-ben 765 lakosa volt.

## Nevezetességei
A Gluck-Hafner kastély egy tágas, gazdag és változatos növényzetű park közepén található. A 19. század közepén épült egyemeletes házként, téglalap alakú alaprajzzal és kontytetővel. Az első emeleti teret egy hosszú folyosó osztja két szobasorra. Az elülső részben három, egymással összekapcsolt szoba található, míg a hátsó részben a kiszolgáló jellegű szobák találhatók. A kastély szerkezetével a 19. századi uradalmi központok tipikus példája.